# SN 2010kc
SN 2010kc – supernowa typu Ib odkryta 15 listopada 2010 roku w galaktyce NGC 7624. W momencie odkrycia miała maksymalną jasność 17,10m.